# 대승 (고구려)
대승(戴升, ?~?)은 고구려의 족장이다.

## 생애
고구려 잠우락부(蠶友落部)의 대가(大加)인 그는 47년에 자신이 이끄는 무리 1만여 명을 이끌고 낙랑군에 투항했다.